# Нижньокаянча
Ни́жньокаянча́ (рос. Нижнекаянча) — село у складі Алтайського району Алтайського краю, Росія. Входить до складу Айської сільської ради.

## Населення
Населення — 434 особи (2010; 441 у 2002).
Національний склад (станом на 2002 рік):
- росіяни — 94 %